# Statek powietrzny wczesnego ostrzegania

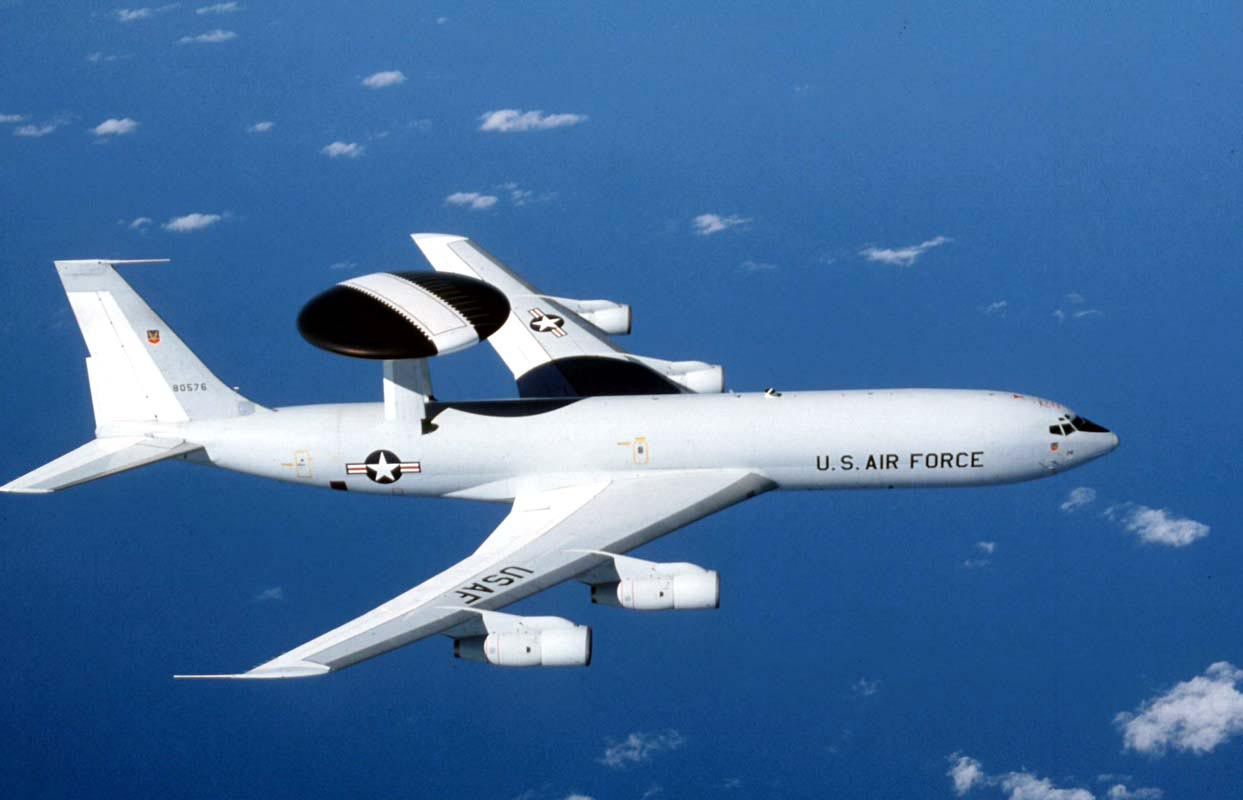
Amerykański Boeing E-3 Sentry systemu AWACS

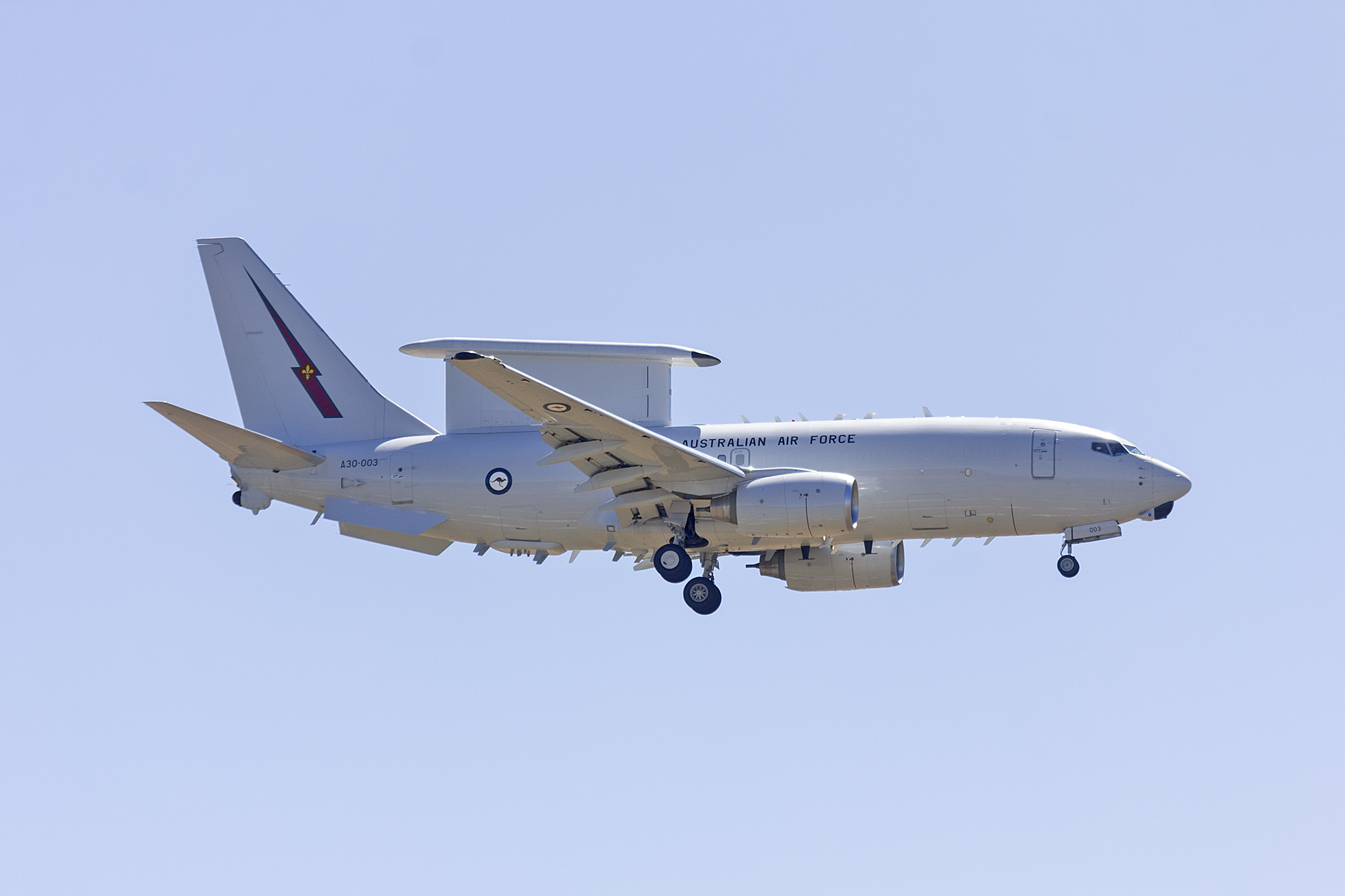
Australijski Boeing 737 AEW&C

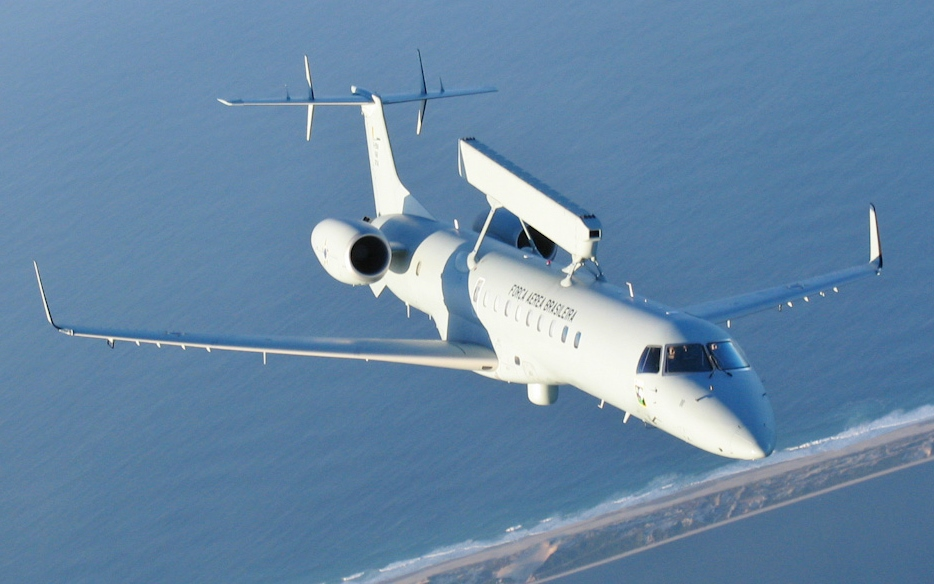
Brazylijski Embraer R-99

Statek powietrzny wczesnego ostrzegania (ang. airborne early warning and control, w skrócie AEWAC, AEW&C, AWACS) – samolot wojskowy, rzadziej śmigłowiec lub sterowiec dozoru radiolokacyjnego, którego główną rolą jest wykrywanie innych statków powietrznych, a także statków wodnych za pomocą radaru odpowiedniej konstrukcji. Często spotykanym określeniem jest angielski skrót AEW (airborne early warning – „powietrzne wczesne ostrzeganie”).

## Geneza
Idea stworzenia samolotów wczesnego ostrzegania zrodziła się w latach 40. XX wieku. Ponieważ fale radarowe rozchodzą się prostoliniowo, umieszczone na powierzchni ziemi lub morza stacje radiolokacyjne mają zasięg wykrywania samolotów ograniczony kulistością Ziemi. Dodatkowo możliwości wykrywania obiektów nisko lecących przez radary naziemne są ograniczone przez przeszkody terenowe i pofałdowanie terenu, powodujące odbicia i załamania fal, a w konsekwencji zakłócenia w pracy radaru, lub wręcz zasłaniające obiekt przed falami radaru. Trudność wykrycia szybko lecących celów na małej wysokości przyczyniała się do rozwoju szybkich samolotów szturmowych i myśliwsko-szturmowych, latających na małych wysokościach i mogących przenosić nawet broń atomową. Wyniesienie anteny radaru na pewną wysokość z kolei pozwala na proporcjonalne zwiększenie zasięgu wykrywania. Dlatego też zaczęto instalować radary dozoru powietrznego na odpowiednio zmodyfikowanych samolotach, patrolujących na dużej wysokości i mogących wykryć samoloty lub pociski albo inne statki powietrzne z odległości setek kilometrów. W przypadku zastosowań militarnych, pozwala to na odpowiednio wczesną reakcję systemu obronnego państwa lub naprowadzanie własnych samolotów na wykryty cel.

## Historia
Pierwsze próby z systemami wczesnego ostrzegania prowadzono w Stanach Zjednoczonych od 1944 roku z uwagi na zagrożenie stwarzane przez japońskie samoloty kamikaze, w ramach projektu nazwanego Cadillac. Pierwszymi samolotami wyposażonymi w radar wczesnego ostrzegania AN/APS-20 w dużej bulwiastej osłonie pod kadłubem, były TBM-3W z 1944 (data oblotu) – wersja jednosilnikowego pokładowego samolotu torpedowego TBF Avenger oraz Boeing PB-1W z 1945 – wersja czterosilnikowego bombowca B-17 Flying Fortress. Nie wzięły jednak już udziału w II wojnie światowej.
W latach 50. dalej doskonalono samoloty wczesnego ostrzegania. W tym okresie nadal stosowano samoloty z radarem AN/APS-20 w osłonie pod kadłubem, jak amerykańskie Grumman AF-2W Guardian (1948), Douglas AD Skyraider (wersje AD-3W, -4W i -5W) i brytyjski Fairey Gannet (1958). Rozwiązanie takie pozwalało jednakże na zastosowanie anteny o ograniczonej wielkości. Rozpoczęto więc stosowanie anten instalowanych w opływowych osłonach w kształcie dysku, mocowanych na wspornikach nad kadłubem. Pierwszym samolotem z anteną nad kadłubem w takiej osłonie był amerykański czterosilnikowy Lockheed WV-2 z 1954, następnie pokładowy Grumman E-1 Tracer z 1957.
Od 1964 roku do służby wchodził wysoce udany następca Tracera, Grumman E-2 Hawkeye, będący pierwszym samolotem specjalnie zaprojektowanym do celów wczesnego ostrzegania. W kolejnych wersjach używany jest do chwili obecnej przez USA i szereg innych państw, jako samolot pokładowy lub bazowania lądowego (stan na 2025). Posiada on oprócz radaru także znacznie bogatsze wyposażenie elektroniczne, dostosowane do pełnienia dozoru radiolokacyjnego nad flotą i kierowania naprowadzaniem myśliwców.
W latach 60. do USA i Wielkiej Brytanii jako krajów konstruujących samoloty AEW dołączył ZSRR z samolotem Tu-126 z 1962 z anteną nad kadłubem. W 1967 nieudaną próbę stworzenia takiego samolotu na bazie kopii bombowca B-29 i radzieckiej elektroniki podjęły Chiny. Wielka Brytania jako rozwiązanie przejściowe opracowała wariant samolotu Avro Shackleton z 1971 z radarem pod kadłubem (program nowocześniejszego samolotu Nimrod AEW.3 z 1980, z antenami w nosie i ogonie, anulowano).

## Czasy obecne
W 1975 powstał nowy jakościowo samolot wczesnego ostrzegania, amerykański Boeing E-3 Sentry, o znacznie większych możliwościach niż dotychczas używane, tworzący cały system wykrywania i klasyfikacji celów oraz dowodzenia obroną powietrzną, oznaczony AWACS (Airborne Warning and Control System). W kolejnych wersjach używany jest szeroko przez USA i niektóre inne państwa, głównie NATO. Oprócz bazowej wersji, opartej na konstrukcji samolotu pasażerskiego Boeing 707, oferowana jest nowa, oparta na Boeingu 767. W dalszym ciągu rozwijany był samolot turbośmigłowy E-2 Hawkeye (w latach 2020. produkowany w głęboko zmodernizowanej odmianie E-2D Advanced Hawkeye).
W latach 80. nowy samolot wczesnego ostrzegania A-50, z anteną nad kadłubem, skonstruowano w ZSRR i wprowadzono w małej liczbie.
W latach 90., wraz z rozwojem elektroniki, do grona państw rozwijających systemy AEW dołączyły inne państwa, przy czym klasyczne anteny obrotowe radarów zastępowane są w nowych konstrukcjach nieruchomymi antenami ze skanowaniem elektronicznym. Szwecja opracowała system Erieye z radarem Ericsson PS-890, nadający się do instalacji na niewielkich samolotach, jak Saab 340 lub Embraer ERJ 145. Odznacza się on podłużną anteną wspartą na wspornikach nad kadłubem. Podobną antenę na pylonie ma nowoczesny, znacznie większy, opracowany na australijskie zlecenie Boeing Wedgetail, oparty na płatowcu Boeing 737. Własny system Phalcon, oparty na płaskich antenach mocowanych na ścianach kadłuba samolotów oferuje na eksport Izrael.

## Śmigłowce
W celu zapewnienia przykrycia radiolokacyjnego flocie pozbawionej dużych lotniskowców, niektóre kraje zaczęły umieszczać systemy wczesnego ostrzegania na śmigłowcach. W przypadku floty brytyjskiej związane to było z dotkliwymi stratami zadanymi jej przez lotnictwo argentyńskie podczas wojny o Falklandy w 1982, ułatwionymi przez brak samolotów AEW. W efekcie opracowano w latach 80. warianty śmigłowca Westland Sea King z podczepionym radarem. W najnowszej wersji nosi on oznaczenie Sea King ASaC7. Drugim śmigłowcem wczesnego ostrzegania jest rosyjski Ka-31, produkowany w ograniczonej liczbie.

## W Polsce
Polskie Lotnictwo Wojskowe 25 lipca 2023 roku, po inwazji Rosji na Ukrainę, zakupiło dwa używane szwedzkie samoloty wczesnego ostrzegania Saab 340 AEW, dostarczone do 2024 roku. Przewidziane są jako rozwiązanie pomostowe do czasu wyboru nowego sprzętu.